# Wolfgang Pekny
Wolfgang Pekny (* 1956) ist ein österreichischer Aktivist. Zu seinen inhaltlichen Schwerpunkten zählen Biodiversität, Allmende, Völkerrecht und Ökobilanzen.
Zwischen 1975 und 1987 studierte er Chemie und Biologie an der Universität Wien.
2007 gründete er die Website www.footprint.at, nachdem er etwa 20 Jahre die strategische Ausrichtung von Greenpeace-Österreich leitend koordinierte. Er ist seit deren Bestehen (etwa 2006) Obmann der Initiative Zivilgesellschaft. Zudem leitet er seit Gründung 2009 die Unternehmensberatung footprint-consult e.U.

## Veröffentlichungen
- Protecting Environment is Protecting People. Studie zur UN Weltkonferenz über Menschenrechte 1993.
- Wirtschaftswachstum der Industrieländer – Was bleibt der Dritten Welt? In: Dimensionen 2000. Verlag Holzhausen, 1997.
- Planet der Wälder. Echoverlag 2000. Regelmäßige Artikel zu Zukunftsthemen im Greenpeace-eigenen Medium ACT.
- Footprint – Der Ökologische Fußabdruck Österreichs. 2007.
- 2009. Der ökologische Fußabdruck der Steiermark. Feasibility Study 2008, in print.
- Wir bauen Europa neu. Wer baut mit? Attac (Hrsg.), Residenz Verlag, 2009.
- Unternehmen Zukunft. In: E. Washietl, E. Pfisterer (Hrsg.): Gerechtigkeit – um die rechte Führung des Lebens. 2009.

Film
- Fair Future. − als Autor und Herausgeber